# 10672 Kostyukova
A 10672 Kostyukova (ideiglenes jelöléssel 1978 QE) a Naprendszer kisbolygóövében található aszteroida. Nyikolaj Sztyepanovics Csernih fedezte fel 1978. augusztus 31-én.